# Грюндлайнсбах
Грюндлайнсбах (нем. Gründleinsbach) — река в Германии, протекает по Верхней Франконии (земля Бавария). Левый приток Майна. Речной индекс 24194.
Образуется в результате слияния небольших речек Оттербах (Otterbach) и Эллернбах (Ellernbach) в общине Литцендорф. При описании своих характеристик Грюндлайнсбах в некоторых источниках рассматривается совместно с Эллернбахом. Грюндлайнсбах впадает в Майн близ населённого пункта Халльштадт.
Площадь бассейна составляет 40,68 км². Длина реки 12,68 (совместно с Эллернбахом 19,97) км. Высота истока 293 м. Высота устья 233 м.